# Pólka (Rdzów)
Pólka – część wsi Rdzów w Polsce położona w województwie mazowieckim, w powiecie przysuskim, w gminie Potworów. 
Pólka wchodzą w skład sołectwa Rdzów.
W latach 1975–1998 Pólka administracyjnie należały do województwa radomskiego.